# Flore Vasseur
Flore Vasseur (Annecy, 1973) é uma empresária, escritora e jornalista francesa.

## Vida
Vasseur estudou no Instituto de Estudos Políticos de Grenoble e na HEC Paris. Após concluir os seus estudos, trabalhou em Nova Iorque como empreendedora de marketing e regressou a França como consultora em 2001. Viveu temporariamente em Cabul, no Afeganistão, onde o seu companheiro participou nos esforços de reconstrução do pós-guerra.
Em 2006, a Éditions des Équateurs publicou o seu primeiro romance, Une fille dans la ville. Por este trabalho recebeu um prémio da Revista Figaro. Pelo seu segundo livro, Comment j'ai liquidé le siècle, Vasseur recebeu o Prix Jean Amila-Meckert e o Grand Prix national Lions de littérature em 2011.
O livro Ce qu'il reste de nos rêves, publicado em 2019, examina as condições para uma estrutura de internet livre com base na biografia do hacker Aaron Swartz.
Vasseur escreve para vários meios de comunicação franceses, incluindo Le Journal du Dimanche, Libération, Le Monde e La Croix. Dirige a sua própria produtora, a Big Mother Productions, e produz documentários para o Canal+ e para a Arte, incluindo sobre o político norte-americano Lawrence Lessig, o funcionário e denunciante norte-americano Edward Snowden, e a política islandesa Birgitta Jónsdóttir. O seu documentário Bigger Than Us sobre adolescentes ativistas ambientais teve a sua estreia mundial numa sessão especial no Festival de Cannes de 2021 e foi nomeado para o Prémio César de Melhor Documentário em 2022.
Vasseur é membra do Conseil national du numérique de França desde 2017.

## Obras

### Livros
- Une fille dans la ville, Sainte-Marguerite sur Mer 2006.
- Comment j’ai liquidé le siècle, Sainte-Marguerite sur Mer 2010. ISBN 978-2-84990-133-5.
- En bande organisée, Sainte-Marguerite sur Mer 2013. ISBN 978-2-84990-230-1.
- Ce qu'il reste de nos rêves. Ed. des Equateurs 2019.

### Documentários
- Meeting Snowden, Documental, 2016.
- Bigger Than Us, 2021.